# 争取民族解放社会主义行动
争取民族解放社会主义行动（法語：l'Action Socialiste de Libération Nationale），原名魁北克共产党，是加拿大魁北克省的一个共产主义政党。2005年，加拿大共产党在魁北克省的分支魁北克共产党发生分裂，以安德烈·帕里佐为首的“主权派”脱离加共，成为独立政党，也以“魁北克共产党”为名。忠于原魁北克共产党全国执行委员会的一派则继续接受加共领导。2006年4月3日，该党得到魁北克首席选举官的认可，成为注册政党。2012年7月30日，该党失去注册政党的资格，因为法律规定，政党至少需要有100名具备选民资格的成员，而此时该党已不符合这项条件。
该党是世界反帝国主义纲领的成员。